# Mistrovství Evropy v judu 2005
Mistrovství Evropy se konalo v Ahoy Rotterdam v Rotterdamu, Nizozemsko, ve dnech 20.-22. května 2005 a kategorie bez rozdílu vah proběhla v Moksvě, Rusko, 3. prosince 2005.

## Program
Rotterdam
- PÁT - 20.05.2005 - superlehká váha (−60 kg, −48 kg) a pololehká váha (−66 kg, −52 kg) a lehká váha (−73 kg)
- SOB - 21.05.2005 - lehká váha (−57 kg) a polostřední váha (−81 kg, −63 kg) a střední váha (−90 kg)
- NED - 22.05.2005 - střední váha (−70 kg) a polotěžká váha (−100 kg, −78 kg) a těžká váha (+100 kg, +78 kg)

 Moskva
- SOB - 03.12.2005 - bez rozdílu vah (muži a ženy)

## Výsledky

### Muži
| Kategorie | Zlato                    | Stříbro                  | Bronz                      | Bronz                     |
| --------- | ------------------------ | ------------------------ | -------------------------- | ------------------------- |
| −60 kg    | Armen Nazarjan (ARM)     | Ludwig Paischer (AUT)    | Ruben Houkes (NED)         | Lavredis Alexanidis (GRE) |
| −66 kg    | Elčin Ismajilov (AZE)    | Miklós Ungvári (HUN)     | Benjamin Darbelet (FRA)    | Alexandr Šlyk (BLR)       |
| −73 kg    | Ákos Braun (HUN)         | Jo'el Razvozov (ISR)     | Davit Kevchišvili (GEO)    | Daniel Fernandes (FRA)    |
| −81 kg    | Ole Bischof (GER)        | Boris Novotný (SVK)      | Euan Burton (GBR)          | Robert Krawczyk (POL)     |
| −90 kg    | David Alarza (ESP)       | Roberto Meloni (ITA)     | Sergei Aschwanden (SUI)    | Mark Huizinga (NED)       |
| −100 kg   | Christophe Humbert (FRA) | Ari'el Ze'evi (ISR)      | Ruslan Gasymov (RUS)       | Daniel Brata (ROU)        |
| +100 kg   | Alexandr Michajlin (RUS) | Janusz Wojnarowicz (POL) | Dennis van der Geest (NED) | Adrian Kordon (ISR)       |

### Ženy
| Kategorie | Zlato                           | Stříbro                      | Bronz                        | Bronz                      |
| --------- | ------------------------------- | ---------------------------- | ---------------------------- | -------------------------- |
| −48 kg    | Alina Dumitruová (ROU)          | Frédérique Jossinetová (FRA) | Neşe Şensoyová (TUR)         | Taťjana Moskvinová (BLR)   |
| −52 kg    | Ilse Heylenová (BEL)            | Ioana Aluașová (ROU)         | Telma Monteirová (POR)       | Petra Nareksová (SLO)      |
| −57 kg    | Olga Soninová (RUS)             | Sophie Coxová (GBR)          | Isabel Fernándezová (ESP)    | Sabrina Filzmoserová (AUT) |
| −63 kg    | Elisabeth Willeboordseová (NED) | Claudia Heillová (AUT)       | Lucie Décosseová (FRA)       | Claudia Malzahnová (GER)   |
| −70 kg    | Edith Boschová (NED)            | Ylenia Scapinová (ITA)       | Catherine Jacquesová (BEL)   | Anett Mészárosová (HUN)    |
| −78 kg    | Céline Lebrunová (FRA)          | Rachel Wildingová (GBR)      | Anastasija Matrosovová (UKR) | Lucia Moricová (ITA)       |
| +78 kg    | Karina Bryantová (GBR)          | Tea Donguzašviliová (RUS)    | Katrin Beinrothová (GER)     | Maryna Prokofjevová (UKR)  |